# Little Hatfield
Little Hatfield – osada w Anglii, w hrabstwie East Riding of Yorkshire. Leży 17 km na północny wschód od miasta Hull i 263 km na północ od Londynu.